# Amphinome (Nereide)

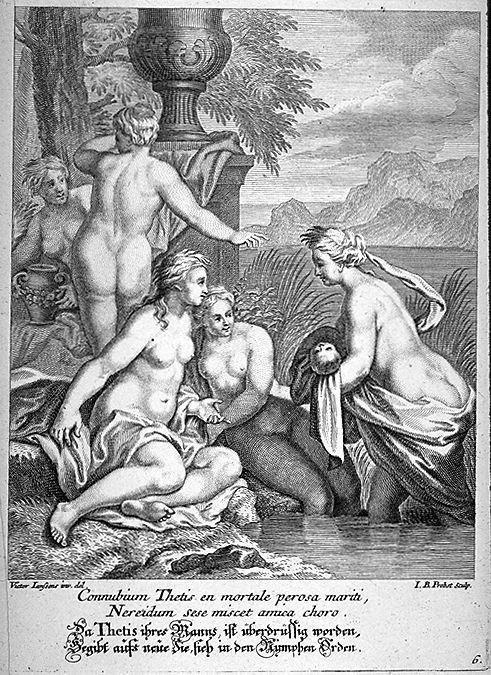
Thetis, ihres Gemahls überdrüssig, kehrt zu ihren Nymphen zurück

Amphinome (altgriechisch Ἀμφινόμη) ist in der griechischen Mythologie eine Tochter des Nereus und der Okeanide Doris und somit eine der Nereiden.
Homer erwähnt sie in der Ilias im Rahmen seiner Aufzählung der Nereiden, während sie Hesiod nicht kennt. Im Nereidenkatalog bei Hyginus Mythographus wird sie genannt.
Eine Gattung der Feuerborstenwürmer ist nach ihr benannt.